# Prokike
Prokike (serb. Прокике) – wieś w Chorwacji, w żupanii licko-seńskiej, w gminie Brinje. Leży w regionie Lika. W 2011 roku liczyła 102 mieszkańców.